# Hard Target 2
Hard Target 2 (bra: O Alvo 2) é um filme de ação estadunidense de 2016 dirigido por Roel Reiné. É uma sequência diretamente em vídeo do filme de ação estadunidense de 1993 Hard Target e estrelado por Scott Adkins, Robert Knepper, Ann Truong, Rhona Mitra e Temuera Morrison. Ele continua o tema da caça humana nas selvas de Mianmar e Tailândia. Disponível em DVD, Blu-Ray e HD Digital.

## Elenco
- Scott Adkins como Wes Baylor
- Robert Knepper como Aldrich
- Rhona Mitra como Sofia
- Temuera Morrison como Madden
- Ann Truong como Tha
- Adam Saunders como Esparto
- Jamie Timony como Landon
- Peter Hardy como Jacob Zimling
- Sean Keenan como Tobias Zimling
- Troy Honeysett como Jonny Sutherland
- Gigi Veliciat como Maduka
- Katrina Gray como Kay Sutherland

## Recepção
Tyler Foster, do DVD Talk, avaliou-o com 1/5 de estrelas e escreveu: "Como entretenimento estúpido, tudo o que Reine e os roteiristas Matt Harvey e Dominic Morgan realmente precisam é de alguma consistência, mas nenhum deles parece se importar."
Joblo.com avaliou como 5/10 e descreveu como "Uma decepção".